# 클래식 오디세이
《클래식 오디세이》는 2000년 7월 1일부터 2013년 10월 16일까지 방송되었던 음악 프로그램이다.

## 기획 의도
클래식 스타들의 음악과 클래식 스타들의 삶을 소개하는 음악 프로그램이다.

## 방송 시간
| 방송 채널 | 방송 기간                          | 방송 시간                            |
| --------- | ---------------------------------- | ------------------------------------ |
| KBS 2TV   | 2000년 7월 1일 ~ 2000년 12월 24일  | 매주 토요일 밤 12시 40분 ~ 1시 50분  |
| KBS 2TV   | 2001년 1월 7일 ~ 2001년 11월 4일   | 매주 토요일 밤 12시 40분 ~ 1시 50분  |
| KBS 2TV   | 2001년 12월 22일                   | 일요일 밤 12시 45분 ~ 1시 55분       |
| KBS 2TV   | 2002년 1월 6일                     | 일요일 밤 12시 45분 ~ 1시 55분       |
| KBS 2TV   | 2002년 1월 20일 ~ 2002년 1월 27일  | 일요일 밤 12시 55분 ~ 2시 5분        |
| KBS 2TV   | 2002년 2월 24일                    | 일요일 밤 12시 55분 ~ 2시 5분        |
| KBS 2TV   | 2002년 3월 10일                    | 일요일 밤 12시 55분 ~ 2시 5분        |
| KBS 2TV   | 2002년 3월 3일                     | 일요일 새벽 1시 5분 ~ 2시 15분       |
| KBS 2TV   | 2001년 12월 29일                   | 일요일 새벽 2시 5분 ~ 3시 15분       |
| KBS 2TV   | 2002년 4월 1일 ~ 2004년 5월 2일    | 매주 일요일 새벽 1시 20분 ~ 2시 30분 |
| KBS 2TV   | 2007년 5월 1일 ~ 2009년 12월 22일  | 매주 화요일 밤 12시 45분 ~ 1시 15분  |
| KBS 2TV   | 2010년 1월 4일 ~ 2010년 5월 3일    | 매주 월요일 밤 12시 45분 ~ 1시 15분  |
| KBS 2TV   | 2010년 5월 11일 ~ 2010년 12월 21일 | 매주 화요일 밤 12시 35분 ~ 1시 25분  |
| KBS 1TV   | 2004년 5월 9일 ~ 2005년 5월 1일    | 매주 일요일 새벽 1시 40분 ~ 2시 40분 |
| KBS 1TV   | 2005년 5월 6일 ~ 2005년 7월 1일    | 매주 금요일 새벽 1시 35분 ~ 2시 35분 |
| KBS 1TV   | 2005년 7월 8일 ~ 2005년 10월 28일  | 매주 금요일 새벽 1시 15분 ~ 2시 15분 |
| KBS 1TV   | 2005년 11월 3일 ~ 2006년 7월 13일  | 매주 목요일 밤 12시 55분 ~ 1시 55분  |
| KBS 1TV   | 2006년 7월 18일 ~ 2006년 11월 14일 | 매주 화요일 밤 12시 30분 ~ 1시 30분  |
| KBS 1TV   | 2006년 11월 23일 ~ 2007년 4월 26일 | 매주 목요일 밤 12시 30분 ~ 1시 30분  |
| KBS 1TV   | 2011년 1월 5일 ~ 2011년 5월 25일   | 매주 수요일 밤 11시 40분 ~ 12시 25분 |
| KBS 1TV   | 2011년 6월 1일 ~ 2012년 10월 3일   | 매주 수요일 밤 12시 35분 ~ 1시 25분  |
| KBS 1TV   | 2012년 10월 10일 ~ 2013년 4월 3일  | 매주 수요일 밤 12시 40분 ~ 1시 30분  |
| KBS 1TV   | 2013년 4월 10일 ~ 2013년 10월 16일 | 매주 수요일 오전 11시 ~ 11시 55분    |

## 진행자
| 대수 | 진행자                   | 진행 기간                          | 비고  |
| ---- | ------------------------ | ---------------------------------- | ----- |
| 1대  | 정세진(24기) 前 아나운서 | 2000년 7월 1일 ~ 2005년 6월 24일   | [ 2 ] |
| 2대  | 강수정(28기) 前 아나운서 | 2005년 7월 1일 ~ 2006년 3월 9일    | [ 3 ] |
| 3대  | 박지윤(30기) 前 아나운서 | 2006년 3월 16일 ~ 2008년 3월 25일  | [ 4 ] |
| 4대  | 오정연 前 아나운서       | 2008년 4월 1일 ~ 2009년 4월 14일   | [ 5 ] |
| 5대  | 정은승 아나운서          | 2009년 4월 21일 ~ 2010년 8월 31일  |       |
| 6대  | 차다혜 前 아나운서       | 2010년 9월 7일 ~ 2011년 11월 2일   | [ 7 ] |
| 7대  | 김진희(30기) 아나운서    | 2011년 11월 9일 ~ 2012년 10월 31일 |       |
| 8대  | 유지원(34기) 아나운서    | 2012년 11월 7일 ~ 2013년 10월 16일 |       |

## 같이 보기
- KBS 교향악단 연주회
- KBS 슈퍼클래식